# Eritrichium pamiricum
Eritrichium pamiricum là loài thực vật có hoa trong họ Mồ hôi. Loài này được B.Fedtsch. ex O.Fedtsch. mô tả khoa học đầu tiên năm 1903.